# Apparitions mariales de la rue du Bac
Les apparitions mariales de la rue du Bac désignent les trois apparitions de la Vierge Marie déclarées par une religieuse, sœur Catherine Labouré, de juillet à décembre 1830. Au cours de ces apparitions, la religieuse a indiqué avoir reçu la demande de faire frapper et diffuser une médaille en l'honneur de la Mère de Jésus. Cette médaille frappée pour la première fois en 1832, remporte un vif succès, et elle est diffusée à plusieurs millions d'exemplaires dans le monde, en quelques années : c'est la médaille miraculeuse. Bien que le récit approximatif des apparitions se soit répandu assez vite, l'identité de la religieuse sera tenue secrète pratiquement jusqu'à la fin de sa vie.
Si les apparitions mariales n'ont pas été officiellement reconnues par l'Église catholique, car aucun procès canonique n'a été ouvert sur le sujet, cet événement a fait l'objet d'une reconnaissance implicite par les autorités de l’Église, à travers le procès canonique sur la médaille miraculeuse, l'attribution d'une fête religieuse pour la médaille miraculeuse, et la béatification puis canonisation de la voyante.

## Récit des événements

### Le contexte
La France est touchée par des remous politiques qui vont amener à la chute de Charles X lors de la révolution des Trois Glorieuses, une dizaine de jours après la première apparition. Les mouvements libéraux prennent le pouvoir lors de ce changement de roi. Ainsi, Charles X qui avait succédé à Louis XVIII en 1824, est évincé à son tour par Louis-Philippe Ier, six ans plus tard. Cette agitation politique touche toute l'Europe, et dans les mois suivants, des révolutions frappent la Belgique et la Pologne. Une épidémie de choléra se déclenche en Russie à la même époque et progresse dans toute l'Europe pour atteindre Paris au printemps 1832 où elle fait 20 000 morts.
Dans ce contexte politique très agité, une jeune fille de la campagne, Catherine Labouré, entre chez les Filles de la charité, en janvier 1830, et elle est envoyée en avril de la même année, au couvent installé rue du Bac à Paris, pour y faire son noviciat.
Cette apparition (ou ce cycle de trois apparitions) va ouvrir une période d'un siècle environ où une quinzaine d'apparitions, jusqu'en 1933, vont être reconnues plus ou moins officiellement par l'Église catholique. Parmi ces apparitions, cinq ont lieu en France (celle-ci à Paris en 1830, la Salette en 1846, Lourdes en 1858, Pontmain en 1871, Pellevoisin en 1876). « Certains auteurs ont voulu y dessiner une épiphanie mariale en cinq actes » (pour la France). De même, certains auteurs ont voulu voir dans ce cycle d'apparitions mariales qui s'ouvre « rue du Bac », comme « une série d'avertissements d'une fin des temps de plus en plus pressantes avant un grand chatiement, et un grand miracle ». Yves Chiron conteste ces analyses, estimant « qu'il serait excessif de considérer les 15 apparitions de 1830 à 1933 comme un grand cycle européen qui aurait sa cohérence propre », où chaque message préciserait celui de l'apparition précédente. Car pour lui : « il y a un message identique formulé différemment, selon les besoins de l'époque et du lieu ».

### L'apparition du 18 juillet

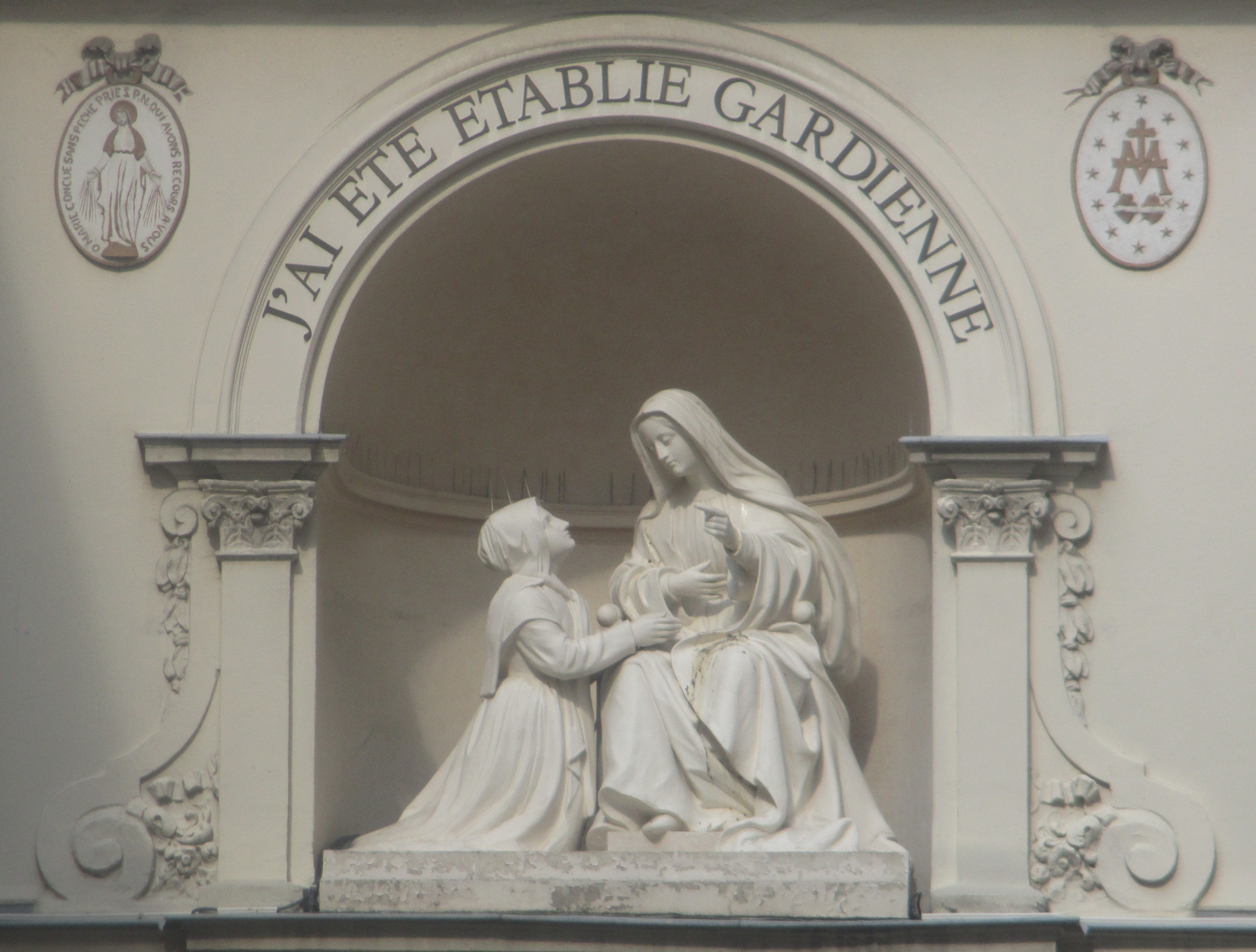
Représentation de la première apparition à sœur Catherine Labouré, sculpture présente façade de la chapelle Notre-Dame-de-la-Médaille-miraculeuse.

Le récit de ces événements n'est connu que par le récit donné par la religieuse, récit donné à son confesseur l'abbé Aladel, qui a gardé secrète l'identité de la voyante, empêchant tout interrogatoire et enquête canonique, comme cela sera réalisé pour les apparitions suivantes.
Catherine Labouré raconte que la nuit du 18 juillet 1830, à 23h30, elle est réveillée par un petit enfant qui lui dit : « Ma sœur, tout le monde dort bien ; venez à la chapelle ; la Sainte Vierge vous attend ». Croyant rêver, Catherine se lève, s'habille et suit l'enfant « portant des rayons de clarté partout où il passait ». Arrivée à la chapelle, Catherine découvre la chapelle toute illuminée par des cierges, elle s'installe près de l'autel, et elle attend un moment. L'enfant, qu'elle décrit comme ayant 4 ou 5 ans, reste près d'elle, debout. La « Sainte Vierge » arrive et s'installe dans un fauteuil, placé dans le chœur, en haut des marches de l'autel. La religieuse la rejoint, elle s'agenouille aux pieds de la Vierge et pose les mains sur ses genoux. La Vierge lui parle alors durant deux heures, lui confiant que Dieu a une difficile mission pour elle, mais qu'elle surmontera les difficultés,.
Au cours de cet échange, la religieuse indique avoir eu plusieurs visions, dont elle n'aurait pas compris le sens, mais que la Vierge lui aurait expliqué. La Vierge lui annonce également diverses prophéties et événements à venir : « Les temps seront mauvais. Les malheurs viendront fondre sur la France. Le trône sera renversé, le monde entier sera renversé par des malheurs de toutes sortes, mais venez au pied de cet autel, là des grâces seront répandues particulièrement aux personnes qui les demanderont [à la Vierge] ». Elle annonce également le regroupement et la fusion de deux congrégations religieuses : les Sœurs de la Charité, fondées par Elizabeth Seton et les Sœurs de Charité d'Autriche, fondées par Léopoldine de Brandis qui rejoignent les Filles de la Charité en 1850. La Vierge annonce également la mort de l'Archevêque de Paris lors d'émeutes (qui surviendra durant la commune de Paris en 1871, ou Mgr Darboy est fusillé par les insurgés),. La Vierge indique également que, malgré les événements dramatiques, la communauté religieuse « jouira d'une grande paix », et connaîtra une forte croissance : « La communauté jouira d'une grande paix, elle deviendra grande. Mais de grands malheurs arriveront, le danger sera grand, cependant ne craignez point, dites de ne point craindre. La protection de Dieu est toujours là d'une manière toute particulière et saint Vincent vous protégera, mais je serai moi-même avec vous, j'ai toujours l’œil sur vous, je vous accorderai beaucoup de grâces... Le moment viendra, le danger sera grand, on croira tout perdu, là, je serai avec vous, ayez confiance. ». Pour Yves Chiron, ces différents éléments prophétiques ne sont pas la partie centrale de cette « apparition », mais bien l'annonce qu'une « mission » va être confiée à la jeune femme.
Après le départ de la Vierge, la religieuse retourne se coucher dans sa chambre, accompagnée par l'enfant.

### L'apparition du 27 novembre

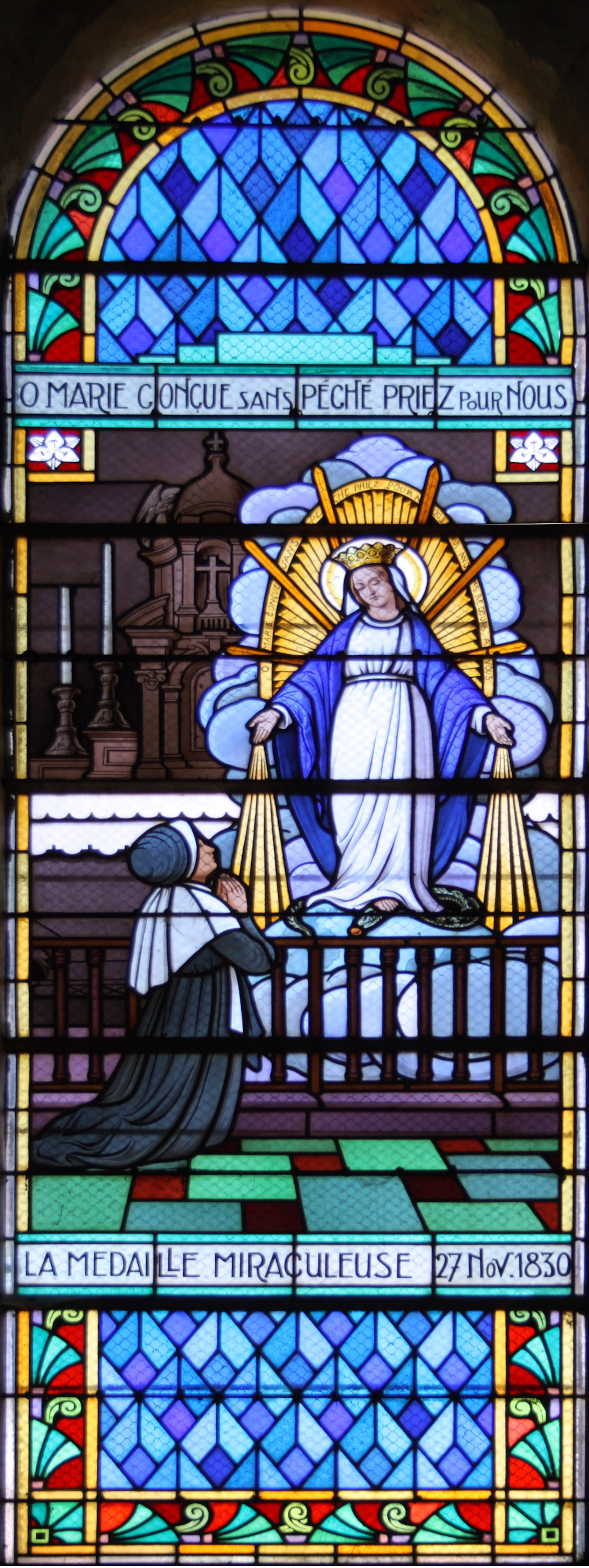
Vitrail de l'église de Nangis représentant l'apparition et la vision du 27 novembre origine de la médaille miraculeuse.

Le 27 novembre 1830, Catherine rapporte que, lors de son temps d'oraison du soir, à 17h30, avec les autres membres de la communauté rassemblés autour d'elle, la sainte Vierge lui est apparue, mais ses compagnes religieuses ne se sont aperçues de rien.
Catherine décrit la scène ainsi : « J'ai aperçu la Sainte Vierge à la hauteur du tableau de saint Joseph, [...] debout, toute habillée de blanc, une taille moyenne, la figure si belle qu'il me serait impossible de dire sa beauté. Elle avait une robe de soie blanche aurore ». Elle porte un manteau bleu argenté et un voile blanc aurore qui couvre sa tête. La Vierge se tient debout sur un globe, piétinant un serpent. Elle a 12 étoiles autour de la tête. La Vierge tient dans ses mains un globe terrestre doré surmonté d'une petite croix, les mains sont au niveau de l'estomac, et de ses mains partent des rayons de lumière. Le visage de la Vierge est tourné vers le ciel. Elle porte aux doigts des anneaux avec des pierres de différentes couleurs d'où jaillissent des rayons de lumière sur le globe à ses pieds. Tout autour apparaissaient les mots « Ô Marie conçue sans péché, priez pour nous qui avons recours à vous ». La Vierge baisse les yeux, regarde la religieuse et lui dit : « Cette boule que vous voyez représente le monde entier, particulièrement la France ... et chaque personne en particulier... ». Puis : « [les rayons sont] le symbole des grâces que je répands sur les personnes qui me les demandent », et la religieuse indique qu'elle « comprend » que la Vierge est généreuse envers les personnes qui la prient, qu'elle leur accorde beaucoup de grâces, et qu'elle éprouve beaucoup de joie en accordant ces grâces,.
Puis le tableau parait se retourner : c'est le revers de la médaille. Il est composé d'un grand M, initiale de Marie, surmonté de la Croix. Au-dessous, deux cœurs : celui de Jésus, couronné d'épines, et celui de Marie, percé par un glaive, douze étoiles entourant ce tableau,.
Catherine entend alors Marie lui demander de porter ces images à son confesseur, en lui disant de les frapper sur des médailles car « tous ceux qui la porteront et qui feront avec piété la courte prière (inscrite sur la médaille) jouiront d'une protection toute spéciale de la Mère de Dieu »,.

### L'apparition de décembre
Cette apparition n'est pas datée avec précision, seul le mois est connu. Cette apparition a lieu à nouveau à 17h30. Seule la « Vierge aux rayons lui apparaît », et « au fond de son cœur », Catherine entend la Vierge lui dire : « Ces rayons sont l'image des grâces que je répands sur les personnes qui me les demandent », et pour expliquer les anneaux qui ne projetaient pas de rayons, elle ajoute : « C'est l'image des grâces que l'on oublie de me demander ». La Vierge ne tient plus le globe doré, comme dans la précédente apparition, mais elle a les mains baissées, et la religieuse ne voit plus ses pieds, qui sont recouverts de la lumière colorée partant de ses mains (comme dans la vision précédente). La Vierge lui « annonce alors » qu'elle ne la verra plus, mais qu'elle « l'entendra encore dans ses oraisons ».

## Suites et conséquences de l'apparition

### La médaille miraculeuse

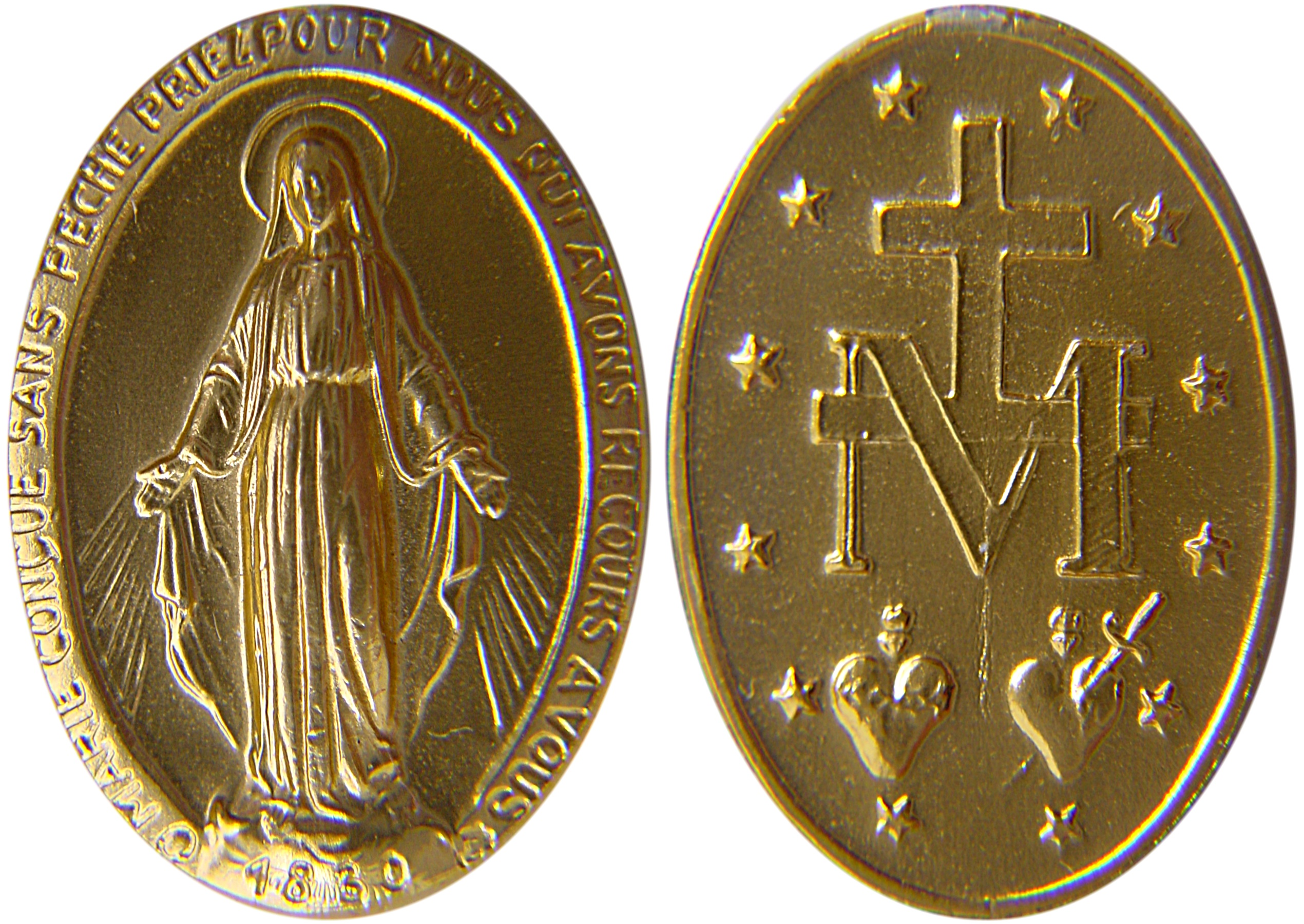
La médaille miraculeuse.

La jeune religieuse, toujours en phase de noviciat, parle de ses visions et de la « demande de la Vierge » à son directeur spirituel le père Aladel. Mais celui-ci se montre très hostile aux déclarations de cette jeune religieuse. Catherine prononce ses vœux en janvier 1831, et elle part à l'hospice d'Enghien. La jeune religieuse insiste auprès du prêtre pour faire réaliser la médaille. Celui-ci, réticent, consulte le Supérieur de la congrégation et ils décident de porter l'affaire à  l'archevêque de Paris sans lui révéler l'identité de Catherine. La requête est approuvée par l'archevêque, et les premières médailles sont frappées en juin 1832. Elles deviennent extrêmement populaires et leur diffusion en France et dans le monde se répand à très grande vitesse,. À noter que la doctrine de l'Immaculée Conception n'était pas encore officiellement promulguée par l'Église catholique, mais la médaille avec les mots « conçue sans péché » influença le pape Pie IX qui proclama, le 8 décembre 1854, le dogme marial de « l'Immaculée Conception ».

### Fin de vie de Catherine Labouré
Catherine meurt 46 ans après les apparitions, sans jamais avoir révélé son secret à d'autres qu'à son directeur spirituel, ni quitté la commune de Reuilly. Dans son couvent même, personne ne connaissait son secret durant les premières années. Mais à partir de 1855, le secret commence à s'éventer,. Elle décède le 31 décembre 1876.
Exhumé en 1933, son corps fut retrouvé parfaitement conservé, et il gît maintenant dans une châsse dans la chapelle Notre-Dame-de-la-Médaille-miraculeuse au 140 de la rue du Bac, à Paris. Le corps de sainte Louise de Marillac repose également dans cette chapelle, non loin de celui de Catherine Labouré.
Le procès en béatification de la religieuse est ouvert en 1896, elle est béatifiée par le pape Pie XI en 1933, et canonisée par Pie XII en 1947.

### Reconnaissance par l’Église catholique
Les apparitions survenues dans la chapelle de la Rue du Bac à la religieuse Catherine Labouré « n'ont jamais été reconnues authentiques par l'Église catholique au terme d'un procès canonique comme ont pu l'être d'autres apparitions ». Mais les autorités de l’Église, ont par certaines décisions, attribué une reconnaissance « implicite » à ces événements :
- en 1894, la Congrégation des rites autorise l’instauration de la fête liturgique de « l'apparition de la médaille miraculeuse », fêtée le 27 novembre[13].
- En 1947, Catherine Labouré est canonisée, après deux procès canoniques en 1896 et 1913[14].
- En 1980, le pape Jean-Paul II, en visite à Paris, se rend à la chapelle pour y prier[15].

À noter que d'autres événements ont été interprétés par l’Église catholique comme des « signes miraculeux » confirmant l'authenticité de l'apparition. Nous pouvons citer :
- un « fruit spirituel » : le nombre de postulantes au noviciat du couvent rue du Bac passe de 71 entrées en 1830 à 686 en 1855.
- le succès inattendu et très rapide de la médaille chez les fidèles (plusieurs millions de médailles diffusées en quelques années).
- la conversion retentissante du juif Alphonse Ratisbonne, à Rome, en 1846, après avoir porté la fameuse médaille miraculeuse. Cette conversion, accompagnée par une vision mariale entraîne un procès canonique à Rome, qui conclut « à l'authenticité des faits » (la vision de Ratisbonne à Rome). Cet événement, largement médiatisé provoque une grande émotion dans la population[11].

### Contestations
Le récit de ces apparitions n'a donné lieu qu'à très peu de contestations car il n'a été connu que très tardivement, et pratiquement après le décès de la religieuse. À cette date, d'autres apparitions comme La Salette et Lourdes avaient donné lieu à de nombreuses joutes et critiques littéraires (dans la presse comme dans l'édition). Cette exploitation politique et médiatique épargna la rue du Bac, faute de publicité sur l'événement.

### Drapeau européen

Le drapeau européen. Arsène Heitz a choisi les douze étoiles en invoquant le même symbole biblique que la Médaille.

L'auteur du dessin du drapeau européen, Arsène Heitz, revendique lui-même, en 1987, son rôle dans la conception de la maquette du drapeau ainsi que dans l’inspiration religieuse de son dessin. Il affirme en effet que « le drapeau de l’Europe est le drapeau de Notre Dame ». Le fonctionnaire du Conseil de l’Europe, en août 1987, a déclaré « C’est à moi qu’on a demandé de dessiner le Drapeau de l'Europe. J’ai eu subitement l’idée d’y mettre les Douze étoiles de la médaille miraculeuse de la rue du Bac, sur fond bleu. Mon projet a été adopté à l’unanimité, le 8 décembre 1955, fête de l'Immaculée Conception. »,.